# Gmina Ożarowice
Die Gmina Ożarowice ist eine Landgemeinde (gmina wiejska) im Powiat Tarnogórski in der Woiwodschaft Schlesien in Polen. Ihr Verwaltungssitz befindet sich in dem Dorf Ożarowice (deutsch Oßorowitz).

## Geographie
Ożarowice liegt am Nordrand der Oberschlesischen Platte, ca. 25 km nördlich von Katowice und ca. 15 km östlich der Kreisstadt Tarnowskie Góry und östlich des Flusses Brynica, der historisch die Grenze zwischen Oberschlesien und dem Herzogtum Siewierz bzw. Kleinpolen bildete.
Sie hat eine Flächenausdehnung von 42,73 km². 67 % des Gemeindegebiets werden landwirtschaftlich genutzt, 14 % sind mit Wald bedeckt.
 Sie grenzt an die Stadtgemeinde Miasteczko Śląskie, die Stadt-Land-Gemeinden Koziegłowy, Siewierz und Woźniki sowie an die Landgemeinden Bobrowniki, Mierzęcice und Świerklaniec.

### Gemeindegliederung

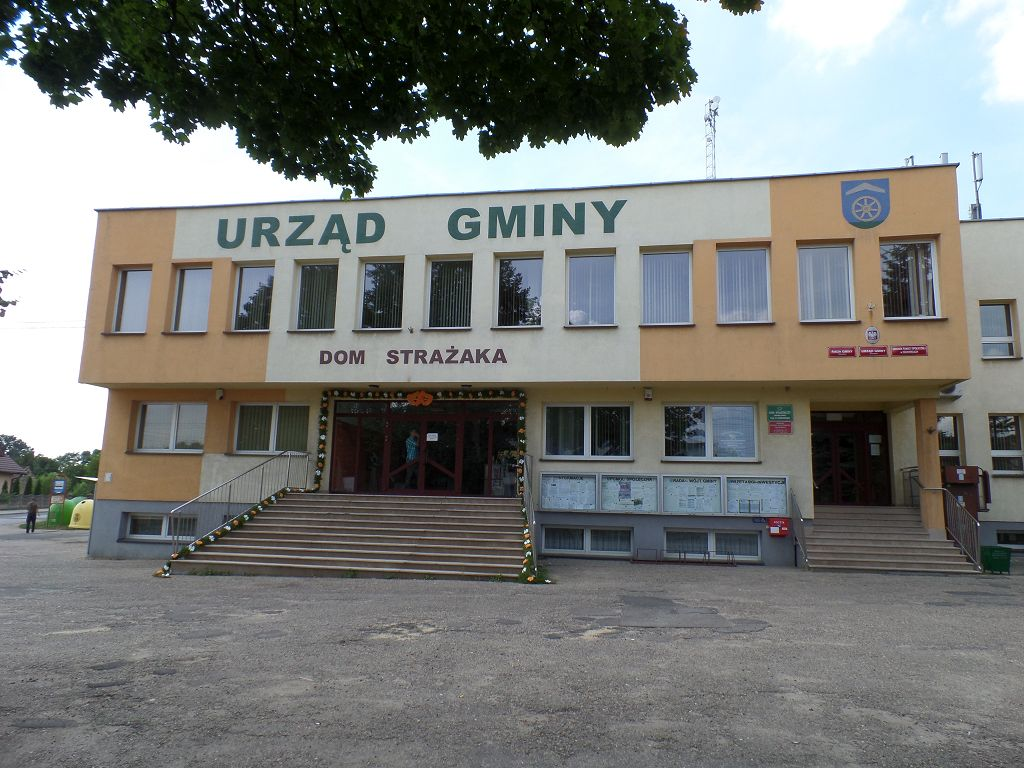
Gemeindeverwaltung von Ożarowice

Zu der Gemeinde gehören die Sołectwa (Schulzenämter) Celiny, Niezdara, Ossy, Ożarowice, Pyrzowice, Tąpkowice und Zendek.

## Geschichte
Gebildet wurde die Gemeinde zunächst am 1. Januar 1867 im Powiat Będziński im neugebildeten Gouvernement Petrikau im russisch beherrschten Kongresspolen. Im Jahr 1921 umfasste 31 Ortschaften mit insgesamt 5.112 Einwohnern. Sie bestand bis zum Jahr 1950.
Am 1. Januar 1973 wurde sie wieder als Gmina Tąpkowice eingerichtet. Der Sitz der Gemeinde war im Dorf Ożarowice. Am 9. Dezember 1973 wurde das Sołectwo Celiny aus der Gemeinde der Gmina Bobrowniki ausgegliedert und in die Gmina Tąpkowice eingegliedert und am 1. Januar 1975 wurden Teile des Dorfes Sączów, Gmina Bobrowniki, zur Gmina Tąpkowice übertragen. Am 1. Januar 1997 wurde der Name der Gmina in Ożarowice geändert, um den Namen den örtlichen Gegebenheiten anzupassen.
Von 1948 bis 1998 gehörte die Gmina zur Woiwodschaft Katowice.

### Einwohnerentwicklung
Nachfolgend die graphische Darstellung der Einwohnerentwicklung der Gemeinde von 2000 bis 2008.

## Bildung
Die Gemeinde verfügt über zwei Kindergärten (Przedszkole), zwei Grundschulen (szkoła podstawowa) und eine Mittelschule (gimnazjum).